# Meadow (Texas)
Meadow es un pueblo ubicado en el condado de Terry en el estado estadounidense de Texas. En el Censo de 2010 tenía una población de 593 habitantes y una densidad poblacional de 142,39 personas por km².

## Geografía
Meadow se encuentra ubicado en las coordenadas 33°20′16″N 102°12′21″O / 33.33778, -102.20583. Según la Oficina del Censo de los Estados Unidos, Meadow tiene una superficie total de 4.16 km², de la cual 4.16 km² corresponden a tierra firme y (0%) 0 km² es agua.

## Demografía
Según el censo de 2010, había 593 personas residiendo en Meadow. La densidad de población era de 142,39 hab./km². De los 593 habitantes, Meadow estaba compuesto por el 84.15% blancos, el 0% eran afroamericanos, el 0.51% eran amerindios, el 0% eran asiáticos, el 0% eran isleños del Pacífico, el 14.17% eran de otras razas y el 1.18% pertenecían a dos o más razas. Del total de la población el 59.53% eran hispanos o latinos de cualquier raza.